# Championnat de Belgique de football 1909-1910
Navigation
Saison précédente Saison suivante
Le championnat de Belgique de football 1909-1910 est la quinzième saison du championnat de première division belge. Son nom officiel est « Division d'Honneur ». 
Le suspense dure jusqu'au bout dans la lutte pour le titre. Pour la première fois dans le cadre d'un championnat à poule unique, un test-match est nécessaire pour départager deux équipes ex aequo à la première place, le FC Brugeois et l'Union Saint-Gilloise, champion en titre. Joué sur terrain neutre à Gand, ce dernier s'impose et décroche son sixième titre, égalant le record du Racing Club de Bruxelles.
En bas de classement, le FC Liégeois peine à tenir le rythme et ne remporte qu'une seule victoire en championnat. Le club enchaîne les défaites, parfois très lourdes, et termine à la dernière place, synonyme de relégation en Promotion. Il est le premier ancien champion de Belgique relégué. Il est également le premier club ayant participé au premier championnat de Belgique à quitter la Division d'Honneur à la suite de ses résultats sportifs.

## Clubs participants
Douze clubs prennent part à la compétition, autant que lors de l'édition précédente. Ceux dont le matricule est mis en gras existent toujours en 2012.
| #  | Nom                                | Mat. | Ville     | Terrain                              | En D1 depuis (série) | Total en D1 | Saison précédente |
| -- | ---------------------------------- | ---- | --------- | ------------------------------------ | -------------------- | ----------- | ----------------- |
| 1  | Antwerp Football Club              | 1    | Anvers    | Broodstraat                          | 1901-1902 (9e)       | 14e         | 8e                |
| 2  | Beerschot Athletic Club            | 13   | Anvers    | Kiel                                 | 1907-1908 (3e)       | 9e          | 5e                |
| 3  | Cercle Sportif Brugeois            | 12   | Bruges    | près de la Smedenpoort               | 1899-1900 (11e)      | 11e         | 6e                |
| 4  | Football Club Brugeois             | 3    | Bruges    | Het Ratteplein                       | 1898-1899 (12e)      | 13e         | 3e                |
| 5  | Daring Club de Bruxelles           | 2    | Molenbeek | chaussée de Jette, 501               | 1903-1904 (7e)       | 7e          | 2e                |
| 6  | Excelsior Sports Club de Bruxelles | 20   | Forest    | rue de la Société                    | 1908-1909 (2e)       | 2e          | 7e                |
| 7  | Léopold Club de Bruxelles          | 5    | Uccle     | Parc Brugmann                        | 1895-1896 (15e)      | 15e         | 11e               |
| 8  | Racing Club de Bruxelles           | 6    | Uccle     | Vivier d'Oie                         | 1895-1896 (15e)      | 15e         | 4e                |
| 9  | Sporting Club Courtraisien         | 19   | Courtrai  | ?                                    | 1906-1907 (4e)       | 4e          | 9e                |
| 10 | Football Club Liégeois             | 4    | Cointe    | Plaine du Champ d'Oiseaux            | 1895-1896 (15e)      | 15e         | 10e               |
| 11 | Standard Club Liégeois             | 16   | Sclessin  | rue de la Centrale                   | 1909-1910 (1re)      | 1re         | Division 1 : 1er  |
| 12 | Union Saint-Gilloise               | 10   | Uccle     | rue de Forest (actuelle rue J. Bens) | 1901-1902 (9e)       | 9e          | 1er               |

### Localisations
| Antwerp Beerschot SC Courtraisien Bruxelles FC Brugeois CS Brugeois FC Liégeois Standard |

#### Localisation des clubs bruxellois
les 5 cercles bruxellois sont :
(10) Racing CB
(23) Léopold CB
Union SG
Daring CB
Excelsior SC

## Déroulement de la saison

### Changement de nom et déménagement avant le début du championnat
Champion de la dernière édition de la « Division 1 » la saison précédente, le Standard FC Liégeois fait ses débuts en Division d'Honneur. Pour éviter la confusion avec le FC Liégeois, les dirigeants adaptent le nom du club en « Standard Club Liégeois ». De plus, à la suite de désaccords avec le propriétaire de leur terrain à Grivegnée, le club est chassé et doit trouver un nouvel emplacement. Il déménage vers la commune d'Ougrée, plus précisément à Sclessin, où il s'installe en bord de Meuse. Depuis lors, le club n'a plus jamais quitté son terrain, où le Stade de Sclessin sera érigé par la suite.

### Premier tour
Comme la saison précédente, l'Union Saint-Gilloise et le FC Brugeois occupent les deux premières places. L'autre équipe brugeoise, le Cercle, tient la distance en troisième position. Le trio de tête compte rapidement une avance confortable sur les autres clubs engagés. Lors du premier tour, l'Union ne perd qu'un match, chez les promus du Standard Club Liégeois (2-0) et remportent les dix autres. Le FC Brugeois est deuxième avec trois points de retard et un match à rattraper. En bas de classement, le SC Courtraisien ferme la marche avec à peine deux points.

### Second tour
Le second tour est comme souvent perturbé par la remise de plusieurs rencontres, généralement à cause des conditions climatiques qui empêchent la tenue des rencontres. L'Union Saint-Gilloise poursuit sa course en tête mais subit une deuxième défaite (2-0) en déplacement au SC Courtraisien, qiu lutte toujours pour son maintien. Les joueurs du FC Brugeois n'en profitent pas et sont sèchement battus (4-0) dans le derby face au Cercle lors de la quatorzième journée.
Le 20 mars 1910, lorsque la dernière journée est disputée, l'Union s'impose et totalise 34 points mais doit encore jouer trois matches remis. La deuxième place est occupée par le CS Brugeois avec 33 points et deux rencontres à jouer. Les « Vert et Noir », qui viennent d'être battus (3-2) au Beerschot, ont laissé passer leur chanche, même si mathématiquement ils restent dans la course. Le FC Brugeois est troisième avec 28 points mais compte cinq rencontres de retard.

### Matches d'alignement en fin de saison
Le 10 avril 1910, la décision tombe concernant la descente. Le FC Liégeois partage 3-3 avec le SC Courtraisien, mathématiquement sauvé par ce résultat. Le club wallon est relégué pour la première fois. Il est le premier ancien champion de Belgique et le premier « club fondateur » à quitter l'élite à cause de ses résultats sportifs.
Le même jour, l'Union St-Gilloise remporte le deuxième de ses trois matches reportés. Avec 38 points, les champions en titre écartent définitivement le CS Brugeois, qui en compte 36 après avoir joué tous ses matches, mais doivent encore patienter jusqu'au 1er mai 1910. Ils s'inclinent 1-2 à domicile face à leurs rivaux brugeois lors de leur dernier match de la saison et voient revenir leurs adversaires à six points, avec encore trois matches à jouer. Le club brugeois doit encore affronter le FC Liégeois, déjà condamné à la relégation et le SC Courtraisien, déjà assuré de son maintien. Ces deux équipes déclarent forfait, offrant ainsi quatre points sur « tapis vert » aux brugeois. Le 29 mai 1910, soit plus de deux mois après la fin prévue de la saison, le FC Brugeois dispute son dernier match d'alignement face à l'Excelsior Bruxelles et l'emporte 2-0. Grâce à cette victoire, le club revient à hauteur de l'Union et force un test-match pour l'attribution du titre.

### Attribution du titre
Vu qu'aucun critère n'existe à l'époque pour départager des équipes à égalité, un test-match est organisé entre l'Union Saint-Gilloise et le FC Brugeois pour désigner le champion de Belgique. Celui-ci a lieu sur le terrain de La Gantoise, situé à mi-chemin entre Bruxelles et Bruges. Malgré l'exclusion rapide d'un joueur, l'Union remporte ce match 1-0 et décroche son sixième titre. Les tensions nées du suspense en fin de saison échauffent les esprits et des bagarres éclatent entre les supporters des deux camps. La police doit être appelée en renfort pour séparer les protagonistes.

## Résultats

### Résultats des rencontres
Avec douze clubs engagés, 132 matches sont au programme de la saison. Trois rencontres ne sont pas disputées et l'équipe perdante est sanctionnée d'une défaite par forfait. Le FC Brugeois bénéficie ainsi de deux victoires sur « tapis vert » lors de matches d'alignement en fin de saison, ce qui lui permet de rester facilement en haut de classement.
| Résultats (▼dom., ►ext.)                                   | ANT  | BEE  | CSB | FCB  | COU  | DAR | EXC | LEO | RAC | USG | FCL  | STA |
| Antwerp FC                                                 |      | 2-2  | 1-3 | 1-3  | 1-0  | 0-1 | 1-0 | 2-0 | 0-0 | 0-8 | 3-0  | 0-1 |
| Beerschot AC                                               | 1-2  |      | 3-2 | 2-5  | 5-0  | 3-1 | 2-0 | 3-2 | 4-1 | 2-4 | 3-2  | 2-0 |
| CS Brugeois                                                | 2-0  | 7-1  |     | 4-0  | 6-0  | 1-0 | 3-1 | 4-0 | 2-0 | 1-2 | 4-1  | 1-0 |
| FC Brugeois                                                | 6-1  | 4-1  | 4-2 |      | 5-0F | 2-1 | 2-0 | 9-1 | 7-1 | 0-2 | 8-0  | 1-0 |
| SC Courtraisien                                            | 1-2  | 1-1  | 1-2 | 1-4  |      | 1-5 | 0-0 | 1-0 | 4-3 | 2-1 | 0-0  | 0-3 |
| Daring CB                                                  | 3-2  | 6-2  | 2-6 | 1-1  | 1-0  |     | 3-1 | 6-1 | 5-0 | 0-3 | 4-0  | 3-1 |
| Excelsior SC                                               | 6-1  | 5-0F | 1-6 | 2-5  | 4-0  | 3-0 |     | 2-2 | 2-1 | 1-4 | 10-0 | 1-0 |
| Léopold CB                                                 | 4-2  | 0-5  | 0-1 | 1-4  | 1-1  | 1-1 | 1-1 |     | 3-2 | 2-6 | 2-0  | 1-1 |
| Racing CB                                                  | 6-2  | 1-0  | 0-2 | 3-3  | 2-1  | 1-1 | 7-1 | 4-1 |     | 1-4 | 5-0  | 4-1 |
| Union Saint-Gilloise                                       | 11-0 | 7-1  | 4-0 | 1-2  | 9-0  | 3-0 | 1-0 | 4-1 | 1-0 |     | 6-0  | 5-0 |
| FC Liégeois                                                | 3-2  | 1-2  | 0-6 | 0-5F | 3-3  | 0-3 | 1-7 | 0-1 | 0-1 | 0-4 |      | 0-0 |
| Standard CL                                                | 5-0  | 3-2  | 0-1 | 0-1  | 3-0  | 1-0 | 3-0 | 4-1 | 1-4 | 2-0 | 0-0  |     |
| - Victoire à domicile - Match nul - Victoire à l'extérieur |      |      |     |      |      |     |     |     |     |     |      |     |

- 5-0F = Forfait, score de forfait infligé car l'équipe décrétée perdante ne s'est pas déplacée ou ne s'est pas présentée.

### Classement final
| Rang | Équipe                 | Pts | J  | G  | N | P  | Bp | Bc | Diff |
| ---- | ---------------------- | --- | -- | -- | - | -- | -- | -- | ---- |
| 1    | Union Saint-Gilloise T | 38  | 22 | 19 | 0 | 3  | 90 | 15 | +75  |
| 2    | FC Brugeois            | 38  | 22 | 18 | 2 | 2  | 82 | 26 | +56  |
| 3    | CS Brugeois            | 36  | 22 | 18 | 0 | 4  | 67 | 22 | +45  |
| 4    | Daring CB              | 25  | 22 | 11 | 3 | 8  | 47 | 33 | +14  |
| 5    | Standard CL            | 23  | 22 | 10 | 3 | 9  | 37 | 25 | +12  |
| 6    | Beerschot AC           | 22  | 22 | 10 | 2 | 10 | 47 | 56 | -9   |
| 7    | Excelsior SC           | 19  | 22 | 8  | 3 | 11 | 48 | 43 | +5   |
| 8    | Racing CB              | 19  | 22 | 8  | 3 | 11 | 43 | 50 | -7   |
| 9    | Antwerp FC             | 14  | 22 | 6  | 2 | 14 | 25 | 66 | -41  |
| 10   | Léopold CB             | 13  | 22 | 4  | 5 | 13 | 26 | 63 | -37  |
| 11   | SC Courtraisien        | 11  | 22 | 3  | 5 | 14 | 17 | 62 | -45  |
| 12   | FC Liégeois            | 6   | 22 | 1  | 4 | 17 | 11 | 79 | -68  |

Légende
- Champion de Belgique 1910
- Club participant au test-match pour le titre
- Club relégué pour la saison suivante

Abréviations
T : Tenant du titre 1909

 : nouveau venu depuis la saison précédente

#### Test-match pour désigner le champion
| Date                          | Match                                | Résultat |
| ----------------------------- | ------------------------------------ | -------- |
| 12 juin 1910                  | Union Saint-Gilloise T – FC Brugeois | 1-0      |
| UNION SAINT-GILLOISE champion |                                      |          |

### Meilleur buteur
Maurice Vertongen (Union Saint-Gilloise) avec 36 buts. Il est le premier joueur à être sacré trois fois meilleur buteur de première division belge.

## Récapitulatif de la saison
- Champion : Union Saint-Gilloise (6e titre)
- Deuxième équipe à remporter six titres
- Douzième titre pour la province de Brabant

| Région flamande (5)             | Région flamande (5) | Province de Brabant (5)      | Province de Brabant (5) | Région wallonne (2)    | Région wallonne (2) |
| ------------------------------- | ------------------- | ---------------------------- | ----------------------- | ---------------------- | ------------------- |
| Province d'Anvers               | 2                   | Région de Bruxelles-Capitale | 5                       | Province de Hainaut    | 0                   |
| Province de Flandre-Occidentale | 3                   | Province du Brabant flamand  | 0                       | Province de Liège      | 2                   |
| Province de Flandre-Orientale   | 0                   | Province du Brabant wallon   | 0                       | Province de Luxembourg | 0                   |
| Province de Limbourg            | 0                   |                              |                         | Province de Namur      | 0                   |

1. ↑  Au niveau footballistique, la province de Brabant est toujours unitaire malgré sa partition territoriale en 1995.

### Admission et relégation
Un nouveau club est admis en Division d'Honneur en début de saison, le Standard Club Liégeois, champion de « Division 1 » la saison précédente. Il est le dernier club promu directement dans la plus haute division nationale depuis les séries régionales.
En fin de saison, le dernier classé est relégué en Promotion, le tout nouveau second niveau national. Loin de son glorieux passé, le FC Liégeois ne peut éviter la relégation avec laquelle il flirtait depuis plusieurs saisons déjà. Il est remplacé la saison prochaine par le champion de Promotion, le Racing de Malines.

### Débuts en séries nationales
Un club fait ses débuts en séries nationales. Il est le 22e club différent à y apparaître:
- Le Standard Club Liégeois est le troisième club de la province de Liège à jouer en séries nationales belges.

### Bilan de la saison
| Championnat de Belgique de football 1909-1910 |                                 |
| Champion                                      | Union Saint-Gilloise (6e titre) |
| Dauphin                                       | FC Brugeois                     |
| Promotions et relégations                     |                                 |
| Promus en Division d'Honneur                  | Racing de Malines               |
| Relégués en Promotion                         | FC Liégeois                     |